# Lood(II)sulfaat
Lood(II)sulfaat wordt meestal gewoon loodsulfaat genoemd. Een oude benaming is plumbosulfaat. Loodsulfaat is het zout van zwavelzuur en tweewaardig lood. Het is een witte, kristallijne vaste stof. Het is maar erg weinig oplosbaar in water, wel in geconcentreerd zwavelzuur en andere sterke zuren. Het komt ook voor als het mineraal anglesiet. 
Lood(II)sulfaat is, samen met calciumsulfaat (gips) en bariumsulfaat, een van weinige sulfaten die slecht oplossen in water.

## Synthese
Loodsulfaat kan bereid worden door reactie van loodsulfide met waterstofperoxide:
{\displaystyle \mathrm {PbS\ +\ 4\ H_{2}O_{2}\ \longrightarrow \ PbSO_{4}\ +\ 4\ H_{2}O} }
Loodsulfaat vormt zich aan de elektroden van een loodaccu als deze wordt ontladen. Bij het opladen wordt het loodsulfaat weer omgezet in zwavelzuur en metallisch lood respectievelijk lood(IV)oxide aan de negatieve respectievelijk positieve elektrode.

## Toepassingen
Lood(II)sulfaat werd vroeger gebruikt als wit pigment. Het is echter een giftige stof.